# S
S, s er det 19. bogstav i det latinske alfabet og i det danske alfabet.

## Andre betydninger
Tegnet S, s har mange betydninger
1. S er kemisk symbol for svovl
2. s er forkortelse for SI-tidsenheden sekund
3. S er forkortelse for SI-enheden siemens
4. S er forkortelse for kompasretningen syd
5. $, dollartegnet, er tegnet for valutaen dollar
6. S er kendingsbogstavet for motorkøretøjer fra Sverige
7. S er partibogstav for Slesvigsk Parti
8. S bruges i aviser og andre medier som forkortelse for Socialdemokraterne, selvom deres partibogstav er A
9. S Stuttgart, Nummerplade
10. S er i stelnumre VIN-kode for modelår 1995